# Srbská velká župa
Srbská velká župa (srbsky Великожупанска Србија, Velikožupanska Srbija), známá též jako Raška (srbsky Рашка), byl raný srbský stát středověku, který zahrnoval části dnešního Srbska, Černé Hory, Bosny a Hercegoviny a jižní Dalmácie, soustředěný v oblasti Rašky (odtud jeho exonymum). 

## Historie
Srbská velká župa neboli Raška vznikla kolem roku 1091 ze srbského knížectví Duklja, vazalským státem Byzantské říše, které se oddělilo od raně středověkého Srbského knížectví, soustředící se v oblasti Rašky do roku 960, po byzantsko-bulharských válkách mizí z pramenů. 
Zakladatel státu Vukan získal titul velkého župana poté, co jeho strýc vládce Bodin skončil v byzantském vězení po desetiletí trvající vzpoury. Zatímco Duklja se zmítala v občanských válkách, Raška dál pokračovala v boji proti Byzanci. Ta byla ovládána dynastií Vukanovićů, která dokázala většinu z někdejšího srbského státu sjednotit pod svou vládu, k tomu jej ještě územně rozšířit dál na jih a na východ. Díky diplomatickým vazbám s Uherskem se jim podařilo zachovat nezávislost Srbska až od poloviny 12. století. 
Z dynastické občanské války v roce 1166 vyšel vítězně Štěpán Nemanja. Nemanjův syn Štěpán Nemanjić byl korunován na krále v roce 1217, zatímco jeho mladší syn Rastko (mnich Sáva) byl v roce 1219 jmenován prvním arcibiskupem Srbů.